# Огюстен Сент-Ілер
Огюстен Француа де Сент-Ілер (фр. Augustin François César Prouvençal de Saint-Hilaire; 4 жовтня 1779, Орлеан — 3 вересня 1853, Сеннелі) — французький дослідник природи Південної Америки. Автор таксонів A.St.-Hil.

## Біографія
Народився у місті Орлеан, Франція 4 жовтня 1779. Був зацікавлений в ботаніці та ентомології з самого дитинства. Покинув посаду бухгалтера на державній службі і вирушив до Ріо-де-Жанейро у 1816 разом з послом Франції. Досліджував 6 років флору і фауну від Жекітіньоньї до Ріо-де-ла-Плата. Повернувся у Париж 1822 року з колекцією 24000 рослин, 2000 пташок, 16000 комах, 135 тварин та багато інших цінних експонатів (риб, рептилій, мінералів). Намагаючися класифікувати їх Сент-Ілер сильно захворів, втратив голос і зір, проте згодом одужав. У 1830 році був обраний членом Академії наук і отримав посаду професора.
Помер в Орлеані 3 вересня 1853.

## Науковий доробок
Найвідоміша книга «Flora Brasiliae Meridionalis» в трьох томах (1825—1832) та проілюстрована П'єром Тюрпеном (фр. Pierre Jean François Turpin).
- «Histoire des Plantes les plus Remarquables du Brésil et du Paraguay» (1824).
- «Plantes Usuélles des Brésiliens» (1827—1828).
- «Voyage Dans le District des Diamants et sur le littoral du Brésil», у двох томах (1833).
- «Leçons de Botanique, Comprénant Principalement la Morphologie Végetale» (1840).